# Kleineichen (Rösrath)

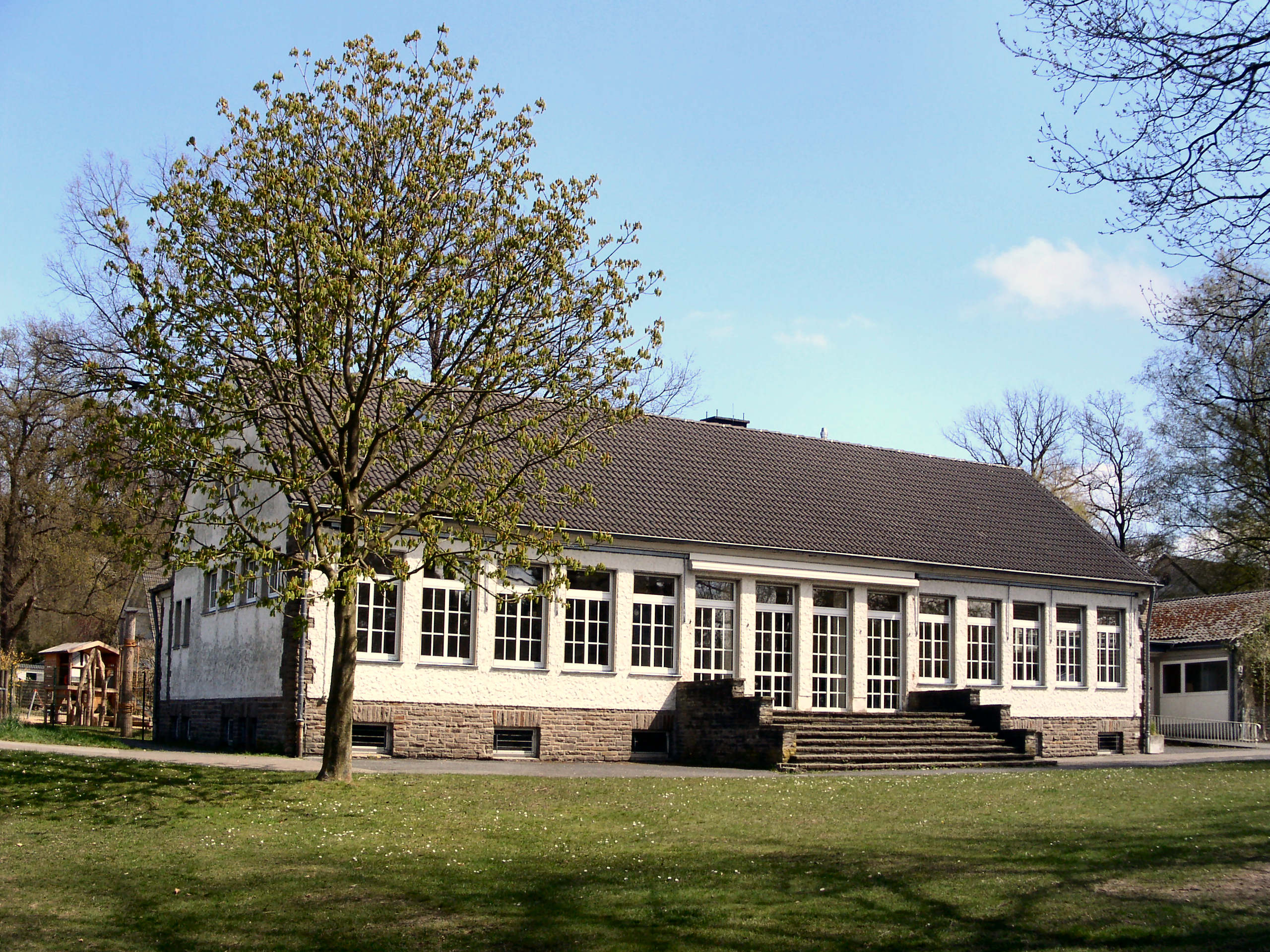
Bürgerzentrum in Kleineichen

Kleineichen ist ein Stadtteil von Rösrath. Auf einer Fläche von 2,95 km² leben rund 1.700 Einwohner.

## Bürgerzentrum
Mittelpunkt des Ortes ist das Bürgerzentrum, eine alte, seit 1968 nicht mehr genutzte Grundschule. Am 21. April 1947 wurde in Kleineichen eine erste provisorische Schule im Tanzsaal einer Gastwirtschaft eingerichtet. An die 80 Schüler lernten damals in einem Raum mit schlechter Heizung, brüchigem Boden und undichtem Dachwerk. Am 24. Juli 1950 wurde die „Katholische Volksschule Kleineichen“ eingeweiht. In drei Klassenräumen wurden schließlich acht Klassen unterrichtet. Die Schule existierte bis zum 25. Juni 1968. Seitdem werden alle Kleineichener Grundschüler täglich mit einem Schulbus zur Grundschule nach Rösrath gefahren.
Am 18. April 1986 gründete sich im Gasthof Heideblick der Bürgerverein Kleineichen e. V. Neben zahlreichen Aktivitäten im Hinblick auf das Gemeinschaftsleben in Kleineichen kümmert sich der Verein auch um das alte Schulgebäude. Er sorgt für die Instandhaltung der Räumlichkeiten und betreibt darin ein Bürgerzentrum. Öffentliche und private Versammlungen finden hier statt.
Auf dem Dach des Bürgerzentrums befindet sich eine Messeinrichtung, die Tag und Nacht den Geräuschpegel protokolliert. Kleineichen liegt in der Nähe des Flughafens Köln/Bonn. Der registrierte Schall kann im Internet in einer Lärmkurve, die permanent aktualisiert wird, nachvollzogen werden. (siehe: Weblinks)

## Die Löwin

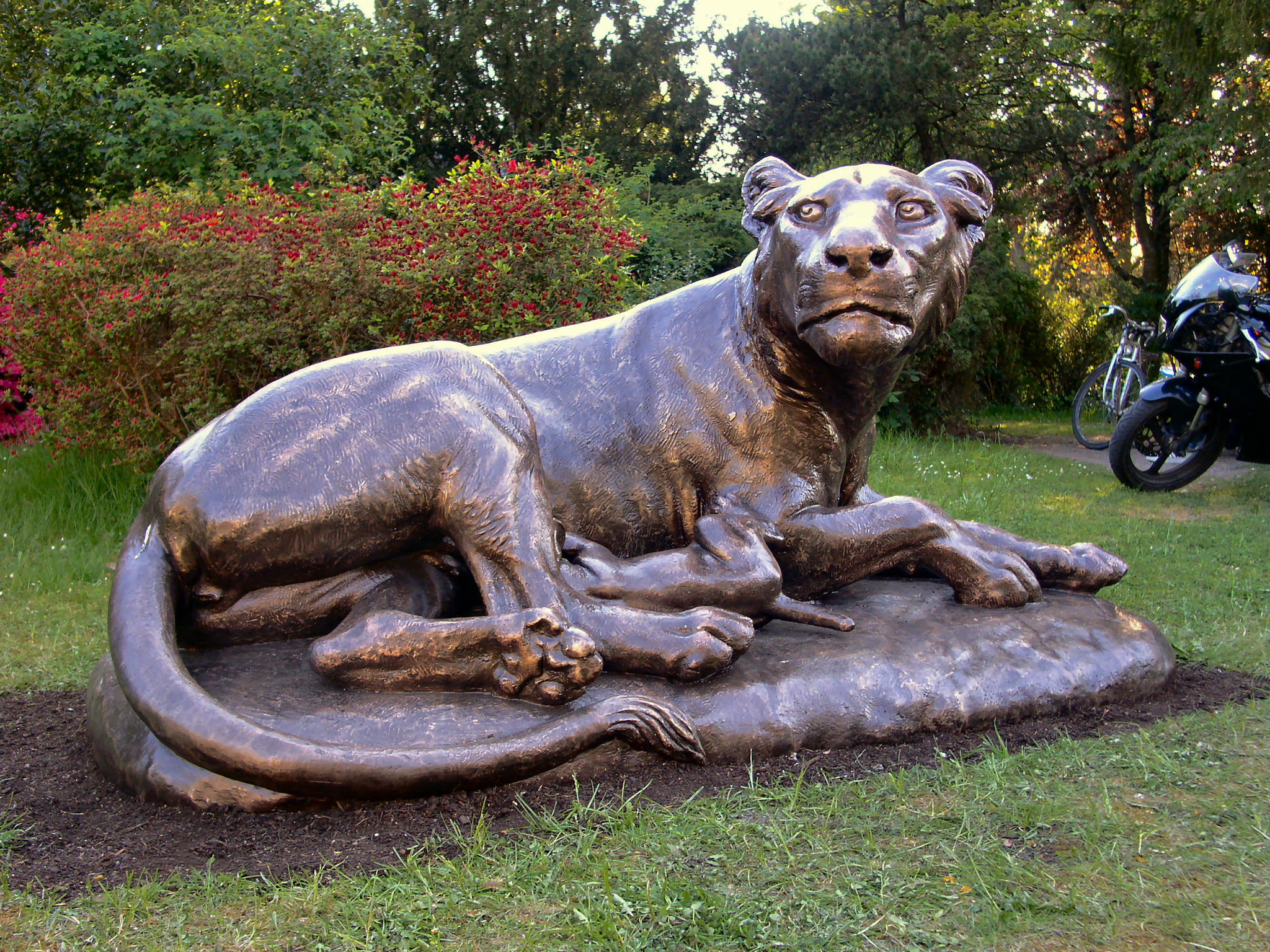
Löwin und ihr Junges

1986 zog eine steinerne Löwin von ihrem alten Domizil am Gasthof Heideblick in den kleinen Park zwischen der evangelischen Kreuzkirche und der katholischen Kirche Heilige Familie. Mit der Zeit wurde der Stein unansehnlich und brüchig. Seit dem 4. Mai 2008 gibt es an gleicher Stelle eine Löwin aus Bronze. Die Bewohner sehen in der Löwin das „Wahrzeichen Kleineichens“.
Die Inschrift auf der Tafel neben der Löwin lautet: „Löwin und ihr Junges – Symbol für den Mut, den Fleiß, die Stärke, den Gemeinsinn, die Hilfsbereitschaft und Beständigkeit der Menschen in Kleineichen in der Vergangenheit, Gegenwart und Zukunft – Bürgerverein Kleineichen e. V.“